# Aeolochroma bakeri
Aeolochroma bakeri är en fjärilsart som beskrevs av Louis Beethoven Prout 1913. Aeolochroma bakeri ingår i släktet Aeolochroma och familjen mätare. Inga underarter finns listade i Catalogue of Life.